# Частица в периодическом потенциале
В квантовой механике задача о части́це в одноме́рном периоди́ческом потенциа́ле — идеализированная задача, которая может быть решена аналитически (для некоторых потенциальных полей специального вида), без упрощений. При решении предполагается, что функция потенциала задана на всем бесконечном пространстве и периодична, то есть обладает трансляционной симметрией, что, вообще говоря, не выполняется для реальных кристаллов, где всегда существует как минимум один дефект — поверхность кристалла (это приводит к другой задаче о поверхностных состояниях или таммовских уровнях).

## Общий вид спектра

### Периодическая задача
Рассмотрим одномерную решётку ионов, расстояние между которыми {\displaystyle a}. Потенциал при этом будет периодическим. Рассмотрим сначала идеализированный случай бесконечного кристалла. Уравнение Шрёдингера имеет вид:
{\displaystyle -{\frac {\hbar ^{2}}{2m}}{\frac {\partial ^{2}\psi (x)}{\partial x^{2}}}+V_{a}(x)\psi (x)=E\psi (x)}
с периодическим потенциалом вида {\displaystyle V_{a}(x)=V_{a}(x+a).} Спектр определяется как множество тех энергий, при которых уравнение имеет решения, ограниченные (не стремящиеся к нулю или бесконечности) на всей вещественной оси. Уравнение Шрёдингера имеет второй порядок, соответственно пространство решений является двумерным. Пусть {\displaystyle \psi _{1,2}} — линейно независимые решения уравнения. Тогда при сдвиге на период, в силу периодичности задачи, они преобразуются через друг друга:
{\displaystyle \left({\begin{matrix}\psi _{1}(x+a)\\\psi _{2}(x+a)\end{matrix}}\right)=\mathrm {T} \left({\begin{matrix}\psi _{1}(x)\\\psi _{2}(x)\end{matrix}}\right),}
где {\displaystyle \mathrm {T} } — некоторая матрица (матрица монодромии).
Рассматривая вронскиан, можно показать, что {\displaystyle \mathrm {T} } унитарна и {\displaystyle \det \mathrm {T} =1}. Отсюда следует, что в некотором базисе она имеет вид:
{\displaystyle \mathrm {T} =\left({\begin{matrix}e^{\mathrm {i} ka}&0\\0&e^{-\mathrm {i} ka}\end{matrix}}\right).}
Отсюда следует теорема Блоха: соответствующие собственные функции имеют вид:
{\displaystyle \psi _{1,2}(x)=e^{\mathrm {i} kx}\phi _{1,2}(x),}
где {\displaystyle \phi _{1,2}(x)} — периодические функции.
Заметим, что пока что {\displaystyle k\in \mathbb {C} }. Очевидно, что спектру соответствуют {\displaystyle k\in \mathbb {R} ,} что с учётом унитарности равносильно условию на след матрицы монодромии:
{\displaystyle \mathrm {Tr} \ \mathrm {T} =2\cos(kx)\in [-2;2].}
Можно показать, что {\displaystyle \mathrm {Tr} (\mathrm {T} )(E)} есть гладкая функция.
Отсюда следует зонная структура спектра: для частицы в периодическом потенциале допустимые уровни энергии — это некоторое, обычно бесконечное, множество отрезков на вещественной оси. Для потенциала общего вида спектр не имеет изолированных точек, при малом изменении потенциала они либо исчезают, либо превращаются в зоны с малой шириной. Заметим, что крайние отрезки спектра в принципе могут быть неограниченны, при этом все уровни энергии, начиная с некоторого, являются допустимыми, а полное число зон конечно (см. конечнозонное интегрирование). В подобной постановке задача допускает полное и простое решение в тэта-функциях.
Величину {\displaystyle k} называют квазиимпульсом, по аналогии с волновым числом волновой функции {\displaystyle e^{\mathrm {i} kx}} для частицы с определённым импульсом {\displaystyle k.} Как видно, волновая функция полностью определяется величиной {\displaystyle k} и значениямии функции на отрезке длиной {\displaystyle a.}
Аналогично возникают энергетические зоны в решётках более высоких размерностей.

### Влияние границ кристалла
В реальном кристалле число допустимых состояний очень велико. Приводящее к этому дополнительное ограничение на величину квазиимпульса возникает из граничных условий на волновую функцию на поверхности кристалла. При этом вместо непрерывных зон возникают области с плотно расположенными дискретными уровнями энергии (разрешённые зоны) и области, в которых разрешённых состояний вообще нет (запрещённые зоны). Оценим расстояние между уровнями энергии в разрешённых зонах.
Вместо рассмотрения допустимых уровней энергии (для этого потребовалась бы дополнительная информация, вроде дисперсионного соотношения и точной структуры кристалла) рассмотрим допустимые значения квазиимпульса. При рассмотрении изолированного кристалла обычно рассматриваются периодические граничные условия на волновую функцию. Это предположение оправдано, так как точные граничные условия в реальном кристалле состоят в занулении волновой функции электронов на его границе. Для одномерного кристалла это означает чётность волновой функции (0 находится в центре кристалла). Если же влияние границ на волновую функцию мало́, то приближённо можно забыть про точное значение волновой функции на границе, сохранив лишь свойство симметрии — чётность.
Рассмотрим одномерный кристалл длины {\displaystyle L}. Граничное условие имеет вид:
{\displaystyle \psi (0)=\psi (L).}
С учётом теоремы Блоха отсюда следует, что:
{\displaystyle kL=2\pi n,\;n\in \mathbb {Z} .}
Таким образом, расстояние между соседними допустимыми значениями квазиимпульса равно:
{\displaystyle \Delta k={\frac {2\pi n}{L}}.}
Аналогично, в общем случае, для кубической кристаллической решётки:
{\displaystyle \Delta k_{x,y,z}={\frac {2\pi n}{L_{x,y,z}}}.}

## Модель Кронига — Пенни
Для упрощения задачи потенциал аппроксимируют прямоугольной функцией используя теорему Блоха. При этом находят волновую функцию во всём пространстве, но сначала исследуют решение для неё на одном периоде, и делают его гладким на границах периодов, то есть «сшивают» значения функций в соседних периодах и их производных.
Рассмотрим один период потенциала:

У нас есть две независимых области для которых мы найдём решения:
{\displaystyle 0<x<a-b:{-\hbar ^{2} \over 2m}\psi _{xx}=E\psi \Rightarrow \psi =Ae^{i\alpha x}+A'e^{-i\alpha x}\quad \left(\alpha ^{2}={2mE \over \hbar ^{2}}\right)}
{\displaystyle -b<x<0:{-\hbar ^{2} \over 2m}\psi _{xx}=(E+V_{0})\psi \Rightarrow \psi =Be^{i\beta x}+B'e^{-i\beta x}\quad \left(\beta ^{2}={2m(E+V_{0}) \over \hbar ^{2}}\right).}
Для нахождения {\displaystyle u(x)} в каждой области нужно проделать следующие преобразования:
{\displaystyle \psi (0<x<a-b)=Ae^{i\alpha x}+A'e^{-i\alpha x}=e^{ikx}\cdot \left(Ae^{i(\alpha -k)x}+A'e^{-i(\alpha +k)x}\right)}
{\displaystyle \Rightarrow u(0<x<a-b)=Ae^{i(\alpha -k)x}+A'e^{-i(\alpha +k)x}.}
Аналогично получим:
{\displaystyle u(-b<x<0)=Be^{i(\beta -k)x}+B'e^{-i(\beta +k)x}.}
Чтобы найти полное решение, надо убедиться в гладкости искомой функции на границах:
{\displaystyle \psi (0^{-})=\psi (0^{+})\quad \psi '(0^{-})=\psi '(0^{+})}
и периодичности {\displaystyle u(x)} и {\displaystyle u'(x):}
{\displaystyle u(-b)=u(a-b)\quad u'(-b)=u'(a-b).}
Эти условия порождают следующую матрицу:
{\displaystyle {\begin{pmatrix}1&1&-1&-1\\\alpha &-\alpha &-\beta &\beta \\e^{i(\alpha -k)(a-b)}&e^{-i(\alpha +k)(a-b)}&-e^{-i(\beta -k)b}&-e^{i(\beta +k)b}\\(\alpha -k)e^{i(\alpha -k)(a-b)}&-(\alpha +k)e^{-i(\alpha +k)(a-b)}&-(\beta -k)e^{-i(\beta -k)b}&(\beta +k)e^{i(\beta +k)b}\end{pmatrix}}{\begin{pmatrix}A\\A'\\B\\B'\end{pmatrix}}={\begin{pmatrix}0\\0\\0\\0\end{pmatrix}}.}
Для существования нетривиального решения необходимо чтобы детерминант этой матрицы был равен нулю. После некоторых преобразований получаем:
{\displaystyle \cos(ka)=\cos(\beta b)\cos[\alpha (a-b)]-{\alpha ^{2}+\beta ^{2} \over 2\alpha \beta }\sin(\beta b)\sin[\alpha (a-b)].\qquad (*)}
Для дальнейшего упрощения выполним следующие преобразования, смысл которых заключается в переходе к дельта-образным потенциалам (типа дираковская гребёнка):
{\displaystyle b\rightarrow 0\ ;\ V_{0}\rightarrow \infty \ ;\ V_{0}b=\mathrm {constant} .}
{\displaystyle \Rightarrow \beta b\rightarrow 0\ ;\ \beta ^{2}b=\mathrm {constant} \ ;\ \alpha ^{2}b\rightarrow 0\ ;\ \sin(\beta b)\rightarrow \beta b\ ;\ \cos(\beta b)\rightarrow 1.}
Тогда конечный ответ будет:
{\displaystyle \cos(ka)=\cos(\alpha a)-P{\sin(\alpha a) \over \alpha a}\qquad \left(P={\beta ^{2}ab \over 2}\right).}

## Программный код

### Код для Maple
Следующий программный код написан на языке Maple (9.5). Представляет собой просто графическое решение {\displaystyle (*)}.
```
  restart;
  with(plots):
  with(stats[statplots]):
  eq:=cos(k*a)=cos(beta*b)*cos(alpha*(a-b)) - (alpha^2+beta^2)/(2*alpha*beta)*sin(beta*b)*sin(alpha*(a-b));
  alpha:=sqrt(8*Pi^2*m*(E)*e/h^2):
  beta:=sqrt(8*Pi^2*m*(E+V)*e/h^2):
  e:=1.6*1e-19:
  a:=0.54310*1e-9:
  m:=0.19*9.1*1e-31:
  b:=1/5*a:
  h:=6.6*1e-34:
  k(E,V):=arccos(rhs(evalf(eq)))/a;

  #График
  p:=plot({subs(V=10,k(E,V)),subs(V=10,-k(E,V))},E=-5..50,labels=[ka, E],color=blue):
  xyexchange(p);

  #Анимация, зависимость от глубины ямы
  p:=animate( plot, [{k(E,V),-k(E,V)},E=-10..50, color=blue,labels=[ka, E]], V=0..30 ):
  xyexchange(p);

```

На рисунках представлены графические решения уравнения (*).
| На правом рисунке видно, как при некотором значении потенциальной энергии возможно образование одномерного бесщелевого полупроводника. |

### Код для Scilab
Код ниже является фактически переводом предшествующей программы на язык Scilab, за тем исключением, что иллюстрирует также и случай перехода к гребёнке Дирака.
```
clear
 
all

global
 
Pi
 
e
 
a
 
m
 
b
 
h

Pi
 
=
 
3.1415926
;

step
 
=
 
0.1
;

e
 
=
 
1.6
 
*
 
1e-19
;

a
 
=
 
0.54310
 
*
 
1e-9
;

m
 
=
 
0.19
*
9.1
 
*
 
1e-31
;

b
 
=
 
1
/
5
 
*
 
a
;

h
 
=
 
6.6
 
*
 
1e-34
;

function
 
[alpha, beta] = ab
(
V,E
)

  
alpha
 
=
 
sqrt
(
8
*
Pi
^
2
*
m
*
(
E
)
*
e
/
h
^
2
);

  
beta
  
=
 
sqrt
(
8
*
Pi
^
2
*
m
*
(
E
+
V
)
*
e
/
h
^
2
);

endfunction

function
 
r=kronigpenney(V,
 
E)

  
[
alpha
,
 
beta
]
 
=
 
ab
(
V
,
E
);

  
r
 
=
 
1
/
a
 
*
 
acos
((
cos
(
beta
*
b
)
 
.*
 
cos
(
alpha
*
(
a
-
b
))
 
)
 
-
 
(
alpha
.^
2
+
beta
.^
2
)
 
./
 
(
2
*
alpha
 
.*
 
beta
)
 
.*
 
sin
(
beta
*
b
)
 
.*
 
sin
(
alpha
*
(
a
-
b
)));

endfunction

function
 
r=dirac(V,E)

  
[
alpha
,
 
beta
]
 
=
 
ab
(
V
,
E
);

  
r
 
=
 
1
/
a
 
*
 
acos
(
cos
(
alpha
 
*
 
a
)
 
-
 
(
beta
.^
2
 
*
 
b
 
*
 
a
)
 
./
 
2
 
.*
 
sin
(
alpha
*
a
)
 
./
 
(
alpha
 
*
 
a
));

endfunction

E
 
=
 
[
1e-3
 
:
 
step
:
 
50
];

k
 
=
 
kronigpenney
(
10
,
 
E
);

plot
(
k
,
 
E
,
 
'b'
);
 
plot
(
-
k
,
 
E
,
 
'b'
);

k
 
=
 
dirac
(
10
,
 
E
);

plot
(
k
,
 
E
,
 
'r'
);
 
plot
(
-
k
,
 
E
,
 
'r'
);

```

### Код для Matlab
Код ниже является переводом предшествующей программы на язык Matlab.
```
function
 
KronigPenneyM

% clear all

% global Pi e a m b h

Pi
 
=
 
3.1415926
;

step
 
=
 
0.1
;

e
 
=
 
1.6
 
*
 
1e-19
;

a
 
=
 
0.54310
 
*
 
1e-9
;

m
 
=
 
0.19
*
9.1
 
*
 
1e-31
;

b
 
=
 
1
/
5
 
*
 
a
;

h
 
=
 
6.6
 
*
 
1e-34
;

E
 
=
 
[
0
 
:
 
step
:
 
50
];

N
 
=
 
3
;

hold
 
on
;
 

k
 
=
 
kronigpenney
(
N
,
 
E
);

plot
([
real
(
k
)
 
NaN
,
 
-
real
(
k
)],
 
[
E
 
NaN
 
E
],
 
'b'
);

k
 
=
 
dirac
(
N
,
 
E
);

plot
([
real
(
k
)
 
NaN
,
 
-
real
(
k
)],
 
[
E
 
NaN
 
E
],
 
'r'
);

function
 
[alpha, beta] = ab
(
V,E
)

  
alpha
 
=
 
sqrt
(
8
*
Pi
^
2
*
m
*
(
E
)
*
e
/
h
^
2
);

  
beta
  
=
 
sqrt
(
8
*
Pi
^
2
*
m
*
(
E
+
V
)
*
e
/
h
^
2
);

end

function
 
r
=
kronigpenney
(
V, E
)

  
[
alpha
,
 
beta
]
 
=
 
ab
(
V
,
E
);

  
r
 
=
 
1
/
a
 
*
 
acos
((
cos
(
beta
*
b
)
 
.*
 
cos
(
alpha
*
(
a
-
b
))
 
)
 
-
 
(
alpha
.^
2
+
beta
.^
2
)
 
/
 
(
2
*
alpha
 
.*
 
beta
)
 
.*
 
sin
(
beta
*
b
)
 
.*
 
sin
(
alpha
*
(
a
-
b
)));

end

function
 
r
=
dirac
(
V,E
)

  
[
alpha
,
 
beta
]
 
=
 
ab
(
V
,
E
);

  
r
 
=
 
1
/
a
 
*
 
acos
(
cos
(
alpha
 
*
 
a
)
 
-
 
(
beta
.^
2
 
*
 
b
 
*
 
a
)
 
/
 
2
 
.*
 
sin
(
alpha
*
a
)
 
/
 
(
alpha
 
*
 
a
));

end

end

```